# Lucida
Lucida är en av världens mest omfattande familjer av typsnitt (teckensnitt). Familjen skapades av Charles Bigelow och Kris Holmes år 1985 och innehåller typsnitt för de flesta användningsområden man kan tänka sig. Vanligast är Lucida Serif, Lucida Bright, ett högkontrasterade seriffsnitt som lämpar sig utmärkt för lägre upplösningar där spinkigare typsnitt som Garamond skulle lida svårt av, och Lucida Sans som är ett vackert och användbart sansseriffsnitt. Utöver dessa generellt användbara varianter finns till exempel Lucida Casual som är mer ledig och påminner om handskrift, Lucida Handwriting som mer utpräglat liknar handskrift och fraktursnittet Lucida Blackletter.
Robert Bringhurst skriver i The Elements of Typographic Style följande om Lucida-familjen:
"Den flerspråkiga kompassen i den här familjen gör att den potentiellt är mycket användbar för specialiserade både inom humaniora och naturvetenskap. Men för normal text i det välkända latinska alfabetet tycks mig Lucida Sans vara den mest användbara grenen."
Förutom de varianter som bygger på det latinska alfabetet så finns det Lucida-varianter för det grekiska alfabetet, kyrilliska alfabetet samt för hebreiska och fonetik. Thailändska, arabiska och vietnamesiska finns också eller är på gång. Y&Y tillhandahåller även ett antal Lucida-baserade typsnitt för matematik (bland annat Lucida New Math).
Figuren nedan visar, uppifrån och ner, Lucida Bright, Lucida Sans, Lucida Sans Typewriter samt Lucida Casual.

## Bildgalleri